# Хубин, Генри
Генри Хубин (англ. Henry Hoobin; 15 февраля 1879 — 20 июля 1921, Монреаль) — канадский игрок в лакросс, чемпион летних Олимпийских игр 1908.
На Играх 1908 в Лондоне Хубин участвовал в мужском турнире, в котором его сборная заняла первое место, выиграв в единственном матче у Великобритании.